# Johan Rantzau Kaas
Johan Rantzau Kaas (ca. 1717 i Vestsjælland – 11. februar 1788 i Itzehoe) var en dansk officer.
Hans fader, Claus Sehested Kaas (af slægten med muren i våbenet), var løjtnant ved 3. sjællandske Rytterregiment; moderen hed Helene Dorothea f. von Zerbst. Sønnen blev 1731 kornet ved 2. fynske, 1734 ved Neubergs Rytterregiment, 1736 løjtnant, 1741 forsat til Hestgarden, 1747 major af kavaleriet, 1750 ritmester af Garden, 1755 oberstløjtnant og 1761 oberst af kavaleriet samt virkelig major ved Garden, 1763 virkelig oberstløjtnant ved oldenborgske Kyrasserregiment i Holsten. Da dette opløstes 1767, blev Kaas sat på ventepenge, forfremmedes 1773 til
generalmajor og afskedigedes 1781 med generalløjtnants karakter. Han døde 11. februar 1788 i Itzehoe.
Gift 25. august 1766 med Maximiliane Dorothea Juliane von Schomburg (Schaumburg) (25. august 1746 – 17. februar 1795), datter af konferensråd Bernhard Leopold Volkmar von Schomburg til Mehlbek, præsident i Altona.